# أرنولفو دي كامبيو

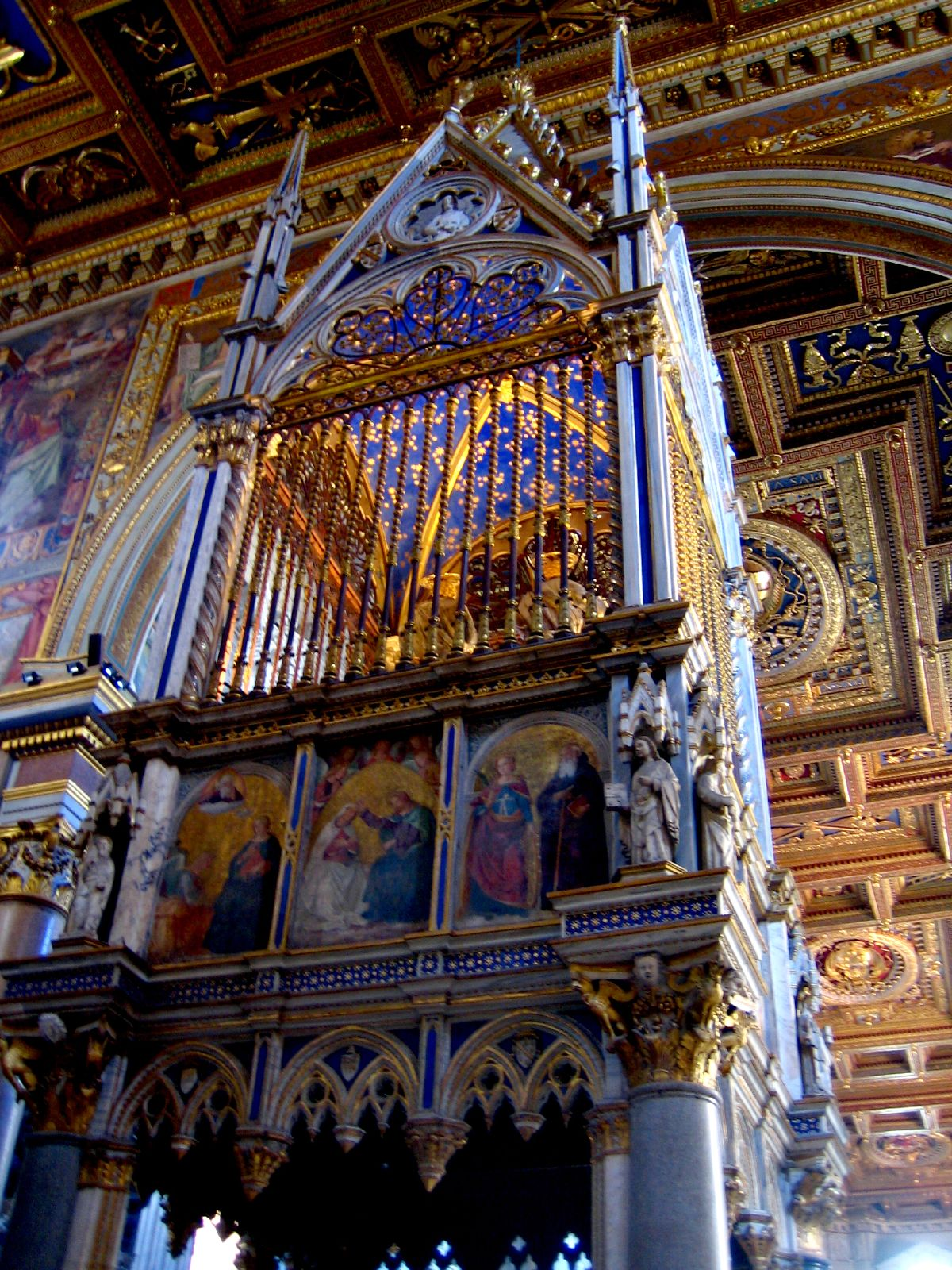
الأعمال الموجودة فوق المذبح في كنيسة جون لاتيران كانت من تصميم أرنولفو والديكورات من بارنا دي سيينا 1367- 1368.

أرنولفو دي كامبيو  (1240 - 1310) معماري ونحات إيطالي (بالإيطالية: Arnolfo di Cambio)‏

## السيرة الذاتية
ولد أرنولفو في كولي فالا ديلسا، توسكاني Colle Val d'Elsa, Tuscany، عمل مساعداً رئيسياً لنيكولا بيسكانو في أثناء عمله في منبر الوعظ في سيينا (1265-1268)، هذا قبل أن يعمل منفردا في نحت المقابر. 
بين عامي 1266-1267 عمل في روما لدى الملك شارلس في المنزل الشهير باسم منزل كامبيدوجليو أو Campidoglio.
أنهى عام 1282 النصب التذكاري للكاردينال دي برياي في كنيسة سان دومينيكو في أورفيتو - إيطاليا، ثم ركّز على العمل في قبر الكاردينال ريكاردو في لاتيرن- سانت جونز في روما. 
من أهم أعماله الشهيرة هي كاتدرائية فلورنس التي أنشئت عام 1436 م.

## أعمال مختارة

### المباني
- كاتدرائية فلورنس

### أعمال النحت
- تمثال سان بيتر